# Osservatorio astronomico PAGASA
L'osservatorio astronomico PAGASA, noto anche come Osservatorio PAGASA, è un osservatorio astronomico delle Filippine.
Si trova a Quezon City, all'interno del campus dell'Università delle Filippine in Diliman. È gestito dall'Amministrazione dei servizi atmosferici, geofisici ed astronomici delle Filippine (PAGASA) e ospita il più grande telescopio operativo nelle Filippine.
L'osservatorio è stato fondato nel 1954 e dotato di un telescopio riflettore da 30 cm. Attualmente la cupola dell'osservatorio ospita un telescopio riflettore Cassegrain da 45 cm computerizzato, che è stato donato dal governo del Giappone attraverso una sovvenzione per aiuti culturali e installato sul sito nel maggio 2001. L'attuale telescopio usa un CCD per la ripresa delle immagini stellari. 